# Adetus angustus
Adetus angustus es una especie de escarabajo del género Adetus, familia Cerambycidae. Fue descrita científicamente por Melzer en 1934.
Habita en Argentina, Bolivia, Brasil y Paraguay. Los machos y las hembras miden aproximadamente 6,5-8,5 mm. El período de vuelo de esta especie ocurre en enero.